# آلسیو کریستیانی
آلسیو کریستیانی (انگلیسی: Alessio Cristiani؛ زادهٔ ۲۴ دسامبر ۱۹۸۹) بازیکن فوتبال است.
از باشگاه‌هایی که در آن بازی کرده‌است می‌توان به باشگاه فوتبال کومو و باشگاه فوتبال روبور سیه‌نا اشاره کرد.